# Czupry
Czupry (biał. Чупры; ros. Чупры) – wieś na Białorusi, w obwodzie witebskim, w rejonie dokszyckim, w sielsowiecie Biehomla. W 2009 roku liczyła 3 mieszkańców.